# بندر أنزلي
مدينة في إيران في محافظة گیلان تفع على بحر قزوين وهي ميناء إيران الرئيسي على بحر قزوين.
يبلغ عدد سكانها حوالي 110 آلاف نسمة (2005 م) وتنخفض عن سطح البحر 26 متراً.
تقع المدينة على خط طول شمالي 49 درجة و 28 دقيقة وعلى خط عرض شرقي 37 درجة و 28 دقيقة وتبلغ مساحة المدينة وضواحيها حوالي 275 كيلومتر مربع ومساحة الأحياء السكنية حوالي 49 كيلومتر مربع.
يشكل صيد السمك والسياحة أهم موارد السكان. قبل عام 1979 كانت تسمى بندر بهلوي.

## أصل الاسم
معنى كلمة بندر هو الميناء أما كلمة انزلي فمعناها البوابة لأن المدينة هي بوابة إيران على روسيا وقيل أن أنزلي هو اسم الجزيرة التي أنشئت عليها البلدة قبل أن توصل باليابسة بعد إنشاء الميناء.

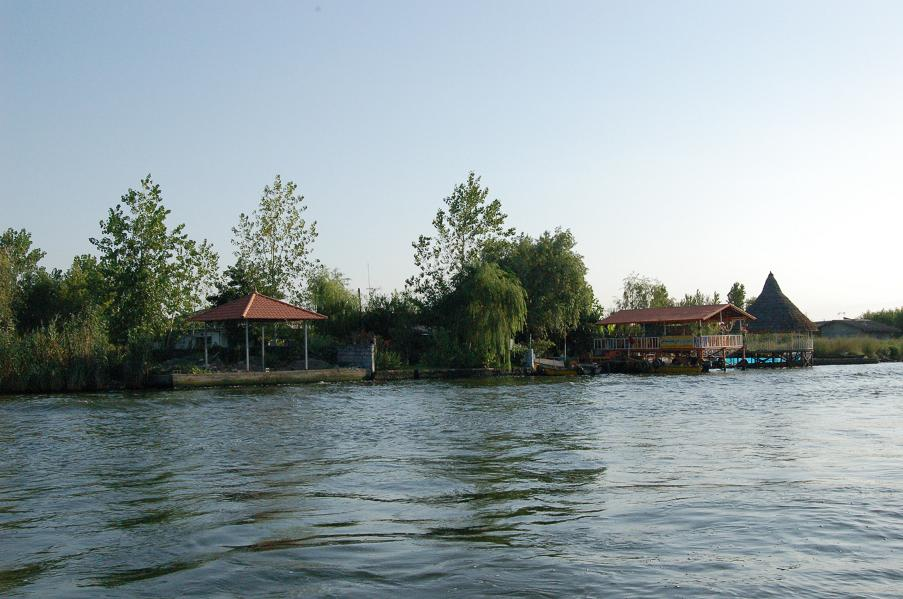
منازل في بندر انزلي

## المناخ
يظهر الجدول التالي التغييرات المناخية على مدار السنة لبندر أنزلي:
| البيانات المناخية لـبندر أنزلي       | البيانات المناخية لـبندر أنزلي | البيانات المناخية لـبندر أنزلي | البيانات المناخية لـبندر أنزلي | البيانات المناخية لـبندر أنزلي | البيانات المناخية لـبندر أنزلي | البيانات المناخية لـبندر أنزلي | البيانات المناخية لـبندر أنزلي | البيانات المناخية لـبندر أنزلي | البيانات المناخية لـبندر أنزلي | البيانات المناخية لـبندر أنزلي | البيانات المناخية لـبندر أنزلي | البيانات المناخية لـبندر أنزلي | البيانات المناخية لـبندر أنزلي |
| الشهر                                | يناير                          | فبراير                         | مارس                           | أبريل                          | مايو                           | يونيو                          | يوليو                          | أغسطس                          | سبتمبر                         | أكتوبر                         | نوفمبر                         | ديسمبر                         | المعدل السنوي                  |
| ------------------------------------ | ------------------------------ | ------------------------------ | ------------------------------ | ------------------------------ | ------------------------------ | ------------------------------ | ------------------------------ | ------------------------------ | ------------------------------ | ------------------------------ | ------------------------------ | ------------------------------ | ------------------------------ |
| الدرجة القصوى °م (°ف)                | 29 (84)                        | 31 (88)                        | 33 (91)                        | 36 (97)                        | 36 (97)                        | 35 (95)                        | 37 (99)                        | 36 (97)                        | 33 (91)                        | 37 (99)                        | 34 (93)                        | 31 (88)                        | 37 (99)                        |
| متوسط درجة الحرارة الكبرى °م (°ف)    | 10.1 (50.2)                    | 9.8 (49.6)                     | 11.2 (52.2)                    | 16.2 (61.2)                    | 21.8 (71.2)                    | 26.6 (79.9)                    | 29.4 (84.9)                    | 29.2 (84.6)                    | 25.7 (78.3)                    | 21.2 (70.2)                    | 16.5 (61.7)                    | 12.6 (54.7)                    | 19.2 (66.6)                    |
| المتوسط اليومي °م (°ف)               | 7.4 (45.3)                     | 7.1 (44.8)                     | 8.9 (48.0)                     | 13.5 (56.3)                    | 18.9 (66.0)                    | 23.3 (73.9)                    | 25.9 (78.6)                    | 25.7 (78.3)                    | 22.1 (71.8)                    | 18.2 (64.8)                    | 13.5 (56.3)                    | 9.7 (49.5)                     | 16.2 (61.1)                    |
| متوسط درجة الحرارة الصغرى °م (°ف)    | 4.6 (40.3)                     | 4.4 (39.9)                     | 6.3 (43.3)                     | 10.7 (51.3)                    | 15.9 (60.6)                    | 20.0 (68.0)                    | 22.4 (72.3)                    | 22.2 (72.0)                    | 19.4 (66.9)                    | 15.1 (59.2)                    | 10.5 (50.9)                    | 6.7 (44.1)                     | 13.2 (55.7)                    |
| أدنى درجة حرارة °م (°ف)              | −7 (19)                        | −4 (25)                        | −4 (25)                        | −1 (30)                        | 6 (43)                         | 10 (50)                        | 15 (59)                        | 16 (61)                        | 11 (52)                        | 6.6 (43.9)                     | 0 (32)                         | −4 (25)                        | −7 (19)                        |
| معدل هطول الأمطار مم (إنش)           | 167.9 (6.61)                   | 122.7 (4.83)                   | 115.1 (4.53)                   | 58.1 (2.29)                    | 49.0 (1.93)                    | 53.8 (2.12)                    | 46.2 (1.82)                    | 115.0 (4.53)                   | 273.1 (10.75)                  | 332.0 (13.07)                  | 306.1 (12.05)                  | 214.5 (8.44)                   | 1٬853٫5 (72.97)                |
| متوسط الأيام الممطرة (≥ 1.0 mm)      | 11.5                           | 10.3                           | 11.4                           | 7.6                            | 6.7                            | 4.2                            | 3.7                            | 6.7                            | 11.0                           | 12.6                           | 12.4                           | 11.8                           | 109.9                          |
| متوسط الرطوبة النسبية (%)            | 86                             | 86                             | 88                             | 86                             | 83                             | 79                             | 76                             | 79                             | 85                             | 87                             | 87                             | 86                             | 84                             |
| ساعات سطوع الشمس الشهرية             | 90.8                           | 90.2                           | 95.4                           | 136.0                          | 201.4                          | 246.0                          | 256.8                          | 211.9                          | 159.0                          | 122.6                          | 97.3                           | 90.0                           | 1٬797٫4                        |
| المصدر: Synoptic Stations Statistics |                                |                                |                                |                                |                                |                                |                                |                                |                                |                                |                                |                                |                                |

## أعلام
- غفور جهاني
- شاهين نجفي
- عزيز اسبندار
- جلال رفكاي
- جيلا بنى يعقوب